# Novostavți, Teofipol
Novostavți (în ucraineană Новоставці) este localitatea de reședință a comunei Novostavți din raionul Teofipol, regiunea Hmelnîțkîi, Ucraina.

## Demografie
Componența lingvistică a localității Novostavți
     Ucraineană (98,22%)
     Rusă (1,48%)
     Alte limbi (0,1%)
Conform recensământului din 2001, majoritatea populației localității Novostavți era vorbitoare de ucraineană (98,22%), existând în minoritate și vorbitori de rusă (1,48%).